# Anabatikus szél
Az anabatikus szél (görög nyelvből: anabatikosz, felfelé mozgó; más néven magyarul emelkedő vagy felszálló szél) a Nap által besugárzott, felmelegített hegyoldalakon keletkezik.

## Keletkezése, folyamata
Tipikusan a nappali órákban alakul ki, amikor a napsugárzás felmelegíti a hegyoldalt és az ottani levegő felemelkedik (konvekciós áramlás), ezzel szívóhatást gyakorol a völgyben lévő levegőre (adiabatikus állapotváltozás). 
A hegyről végül tovább emelkedő levegő lehűl a harmatpont alá, páratartalma kicsapódik, és gomolyfelhők alakulnak ki a hegycsúcs körül. Ezekből esők, zivatarok is létrejöhetnek.
Az anabatikus szél általában gyenge, sebessége a 10–20 km/órát nem haladja meg. Nagy segítségére lehet a magasabb térszínről induló vitorlázó repülőgépek, sárkányrepülők, siklóernyősök felemelkedő siklórepüléséhez. Ezzel szemben az országúti kerékpárosokat akadályozhatja abban, hogy a lejtőkön elérjék a maximális sebességüket. 
Az anabatikus szél keletkezésének elvei hasonlatosak a nyári monszunhoz, csak az utóbbi kontinentális méretekben keletkezik és az évszaktól függ.

## Fordítás
- Ez a szócikk részben vagy egészben  az   Anabatic wind című angol Wikipédia-szócikk ezen változatának fordításán alapul.  Az eredeti cikk szerkesztőit annak laptörténete sorolja fel. Ez a jelzés csupán a megfogalmazás eredetét és a szerzői jogokat jelzi, nem szolgál a cikkben szereplő információk forrásmegjelöléseként.